# Маккордиева змиеврата костенурка
Маккордиевата змиеврата костенурка (Chelodina mccordi) е вид костенурка от семейство Змиеврати костенурки (Chelidae). Видът е критично застрашен от изчезване.

## Разпространение
Разпространен е в Индонезия.